# Christina Chalon
Christina Chalon (25 mai 1748 - 18 décembre 1808) est une artiste néerlandaise, spécialisée dans le dessin et la gravure.

## Biographie
Chalon est née à Amsterdam. Elle est la fille du maître de musique Hendrik Chalon (1715-1789) et de Susanna van Bullingen (1715-1777), et également la petite-fille du peintre Louis Chalon et sœur du graveur Jan Chalon. Dès l'âge de sept ans, elle prend des cours de dessin avec sa cousine Sara Troost avant d'étudier la peinture sur aquarelle sous la direction du peintre Ploos van Amstel. Par la suite, elle se spécialise cependant dans la gravure, domaine dans lequel elle acquiert une grande maîtrise. 
Dans les années 1760, elle s'installe avec ses parents à Haarlem. Après la mort de sa mère en 1777, Chalon s'occupe du ménage. Elle continue en parallèle à dessiner, réalisant entre autres des scènes de genre et des scènes de rue et dépeignant la paysannerie à la manière d'Adriaen van Ostade. 
En 1779, ses dessins sont publiés sous forme imprimée, dans une série de 32 estampes distinctes et sous forme d'estampes dans le livret Zinspelde gedigjes op de witige printsjes. Dans Geschiedenis der Vaderlandsche Schilderkunst, les historiens de l'art Roeland van Eijnden et Adriaan van Willigen la reconnaissent comme « une dessinatrice de qualité qualifiée qui a acquis une grande renommée ».
En 1784, elle épouse le compositeur et musicien allemand Christian Friedrich Ruppe. Ensemble, ils ont eu deux enfants mort-nés. 
En 1799, Chalon tomba malade et est d'abord soignée à domicile par son mari avant d'être admise à la maison de retraite Nieuwenburg à Hazerswoude en 1808. L'artiste a alors 59 ans. Elle meurt à Hazerswoude la même année et est enterrée à Leiden.

## Œuvre

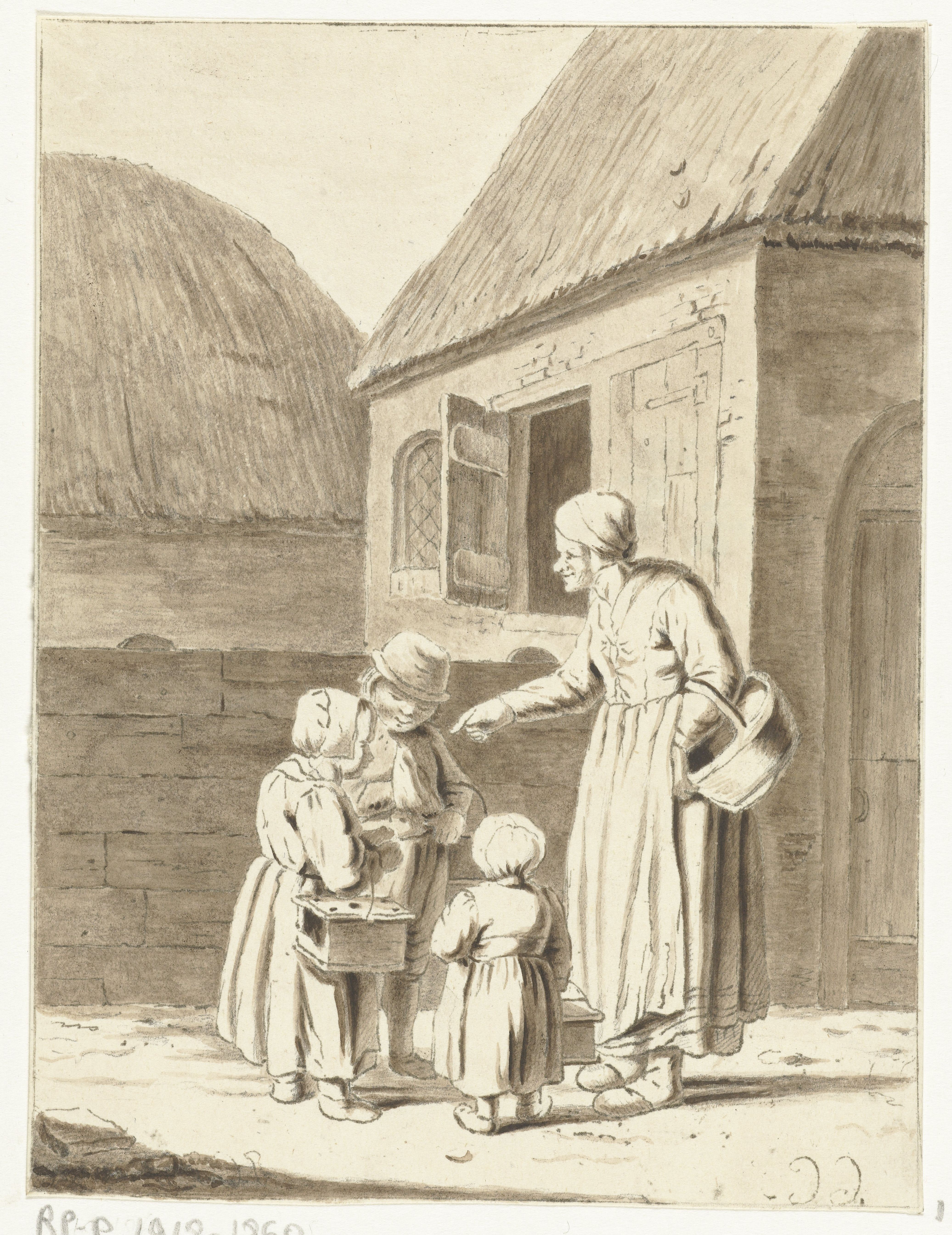
Une mère emmenant trois enfants à l'école (n. d., Rijksmuseum Amsterdam).

Au total, elle laisse une trentaine de planches, pour la plupart dans le style d'Adriaen van Ostade. Parmi ses réalisations les plus remarquables, on peut noter :
- Un intérieur, avec trois Boors .
- Une mère emmenant trois enfants à l'école.
- Une vieille femme saluant un garçon paysan.